# موكرن
موكرن (بالألمانية: Möckern) هي بلدة ألمانية تقع في ألمانيا في ساكسونيا أنهالت. يقدر عدد سكانها بـ 14,184 نسمة .

## توأمة
لموكرن اتفاقيات توأمة مع:
- داسل